# Eugenius I. von Toledo
Eugenius I. von Toledo († um 250 in Deuil-la-Barre) war der erste Bischof von Toledo, Märtyrer und Heiliger. Sein Festtag ist der 15. November.
Eugenius wurde in Rom geboren und war ein Schüler des Heiligen Dionysius von Paris (St. Denis). Er missionierte in Spanien, kehrte aber nach Frankreich zurück, wo er Opfer der Christenverfolgungen unter Maximian wurde (er wurde enthauptet und seine Körperteile in einem See verstreut).
Sein Leichnam kam zuerst in die Kirche von Deuil-la-Barre und wurde wegen häufiger Wikingerüberfälle zwischen 840 und 856 in die Kathedrale von Saint-Denis überführt. 1565 wurde er nach Toledo überführt.
Die Datierung seines Lebens ist mit der Datierung von St. Denis verbunden. Nach der Liste der Bischöfe von Toledo begann diese im 1. Jahrhundert, namentlich werden sie aber erst ab 286 aufgeführt.
Gelegentlich wird auch Eugenius II. von Toledo als Eugenius I. bezeichnet.